# نقل القرم 1954
كان نقل منطقة القرم في عام 1954 إجراءً إداريًّا لهيئة رئاسة مجلس الاتحاد السوفيتي الأعلى، الذي نقل حكومة شبه جزيرة القرم من جمهورية روسيا الاتحادية الاشتراكية السوفيتية إلى جمهورية أوكرانيا الاشتراكية السوفيتية.

## خلفية تاريخية
قبل دمجها في الإمبراطورية الروسية، كانت شبه جزيرة القرم مستقلة تحت سيادة خانية القرم. كان تتار القرم الترك المسلمون خاضعين لنفوذ الإمبراطورية العثمانية، وفي نفس الوقت يحدون إمبراطورية روسية عدوانية على نحو متزايد. في عام 1774، بعد الحرب الروسية التركية لعام 1768 – 1774، وافقت الإمبراطوريتان الروسية والعثمانية على الامتناع عن التدخل في خانية القرم من خلال معاهدة كيتشوك كاينارجي. في عام 1783، وبعد التدهور المتزايد للإمبراطورية العثمانية، ضمت الإمبراطورية الروسية خانية القرم.
داخل روسيا، تنقلت شبه الجزيرة بين إدارات داخلية عدة. خلال فترة وجودها في الإمبراطورية الروسية والاتحاد السوفيتي، ولحين انتقالها إلى جمهورية أوكرانيا الاشتراكية السوفيتية في عام 1954، أُديرت القرم من قِبل 14 حكومة. من عملية الضم إلى النقل عام 1954، أُديرت القرم من قِبل السلطات التالية:
| الدولة                                      | السلطة                                         | الفترة                                  | تفاصيل |
| الإمبراطورية الروسية (1783 – 1917)          | توريدا أوبلاست (منطقة توريدا)                  | فبراير 1784 – ديسمبر 1796               | منطقة روسية تتألف من الأرض المستولى عليها من خانية القرم |
| الإمبراطورية الروسية (1783 – 1917)          | غورنيه (محافظة) نوفوروسيسك (التأسيس الثاني)    | ديسمبر 1796 – أكتوبر 1802               | محافظة روسية، كانت القرم مجرد جزء صغير منها |
| الإمبراطورية الروسية (1783 – 1917)          | محافظة توريدا                                  | أكتوبر 1802 – ديسمبر 1917               | محافظة روسية تمركزت في شبه جزيرة القرم |
| الثورة الروسية والحرب الأهلية (1917 – 1921) | جمهورية القرم الشعبية                          | ديسمبر 1917 – يناير 1918                | حكومة تتار القرم |
| الثورة الروسية والحرب الأهلية (1917 – 1921) | جمهورية توريدا الاشتراكية السوفيتية            | 19 مارس – 30 أبريل 1918                 | حكومة بلشفية |
| الثورة الروسية والحرب الأهلية (1917 – 1921) | جمهورية أوكرانيا الشعبية                       | مايو – يونيو 1918                       | |
| الثورة الروسية والحرب الأهلية (1917 – 1921) | حكومة القرم الإقليمية الأولى                   | 25 يونيو – 25 نوفمبر 1918               | دولة دمية ألمانية تحت قيادة أحد تتار الليبكا، وهو الجنرال ماتسي (سليمان) سولكيفيتش |
| الثورة الروسية والحرب الأهلية (1917 – 1921) | حكومة القرم الإقليمية الثانية                  | نوفمبر 1918 – أبريل 1919                | حكومة مناهضة للبلشفية تحت حكم الكاديت السابق سولومن كريم، وهو من الكرايتيين القرم |
| الثورة الروسية والحرب الأهلية (1917 – 1921) | جمهورية القرم الاشتراكية السوفيتية             | 2 أبريل – يونيو 1919                    | حكومة بلشفية |
| الثورة الروسية والحرب الأهلية (1917 – 1921) | حكومة جنوب روسيا                               | فبراير 1920 – أبريل 1920                | حكومة قائد الحركة البيضاء الجنرال أنطون دينيكين |
| الثورة الروسية والحرب الأهلية (1917 – 1921) | حكومة جنوب روسيا                               | أبريل (رسميًا 16 أغسطس) – 16 نوفمبر 1920 | حكومة قائد الحركة البيضاء الجنرال بيوتر فرانغل |
| الثورة الروسية والحرب الأهلية (1917 – 1921) | حكومة الهيئة الثورية البلشفية                  | نوفمبر 1920 – 18 أكتوبر 1921            | حكومة بلشفية تحت قيادة بيلا كون (حتى 20 فبراير 1921)، ومن ثم ميخائيل بولياكوف |
| الاتحاد السوفيتي (1922 – 1991)              | جمهورية القرم الاشتراكية السوفيتية ذاتية الحكم | 18 أكتوبر 1921 – 30 يونيو 1945          | حكومة جمهورية روسيا الاتحادية الاشتراكية السوفيتية المستقلة |
| الاتحاد السوفيتي (1922 – 1991)              | أوبلاست القرم                                  | 30 يونيو 1945 – 19 فبراير 1954          | منطقة خاضعة مباشرة لسيطرة جمهورية روسيا الاتحادية الاشتراكية السوفيتية. بعد عام 1954، استمر اعتبار القرم منطقةً في جمهورية أوكرانيا الاشتراكية السوفيتية، حتى سقوط الاتحاد السوفيتي عام 1992 |

خضعت القرم لتغيير سكاني طوال فترة وجودها ضمن الإمبراطورية الروسية والاتحاد السوفيتي. خلال حرب القرم والحرب الأهلية الروسية، فر معظم السكان التتار، وتركوا الأراضي بتعددها الإثني السابق مع عدد كبير من سكان الاثنية الروسية والأوكرانية، مقارنة بالتتار الترك.
في عام 1944، أمر لافرينتي بيريا، رئيس أمن الدولة السوفيتي والشرطة السرية، بالترحيل القسري لتتار القرم من شبه جزيرة القرم نيابة عن يوسف ستالين، مما أدى إلى التطهير الإثني للمنطقة. نتيجة لذلك، باتت هذه المنطقة ذات غالبية روسية.
بعد وفاة جوزيف ستالين في عام 1953، كان هناك تحول في الموقف تجاه الجمهوريات الأخرى. في محاولة لتوفيق العلاقة مع جمهورية أوكرانيا الاشتراكية السوفيتية، نقل نيكيتا خروتشوف، بالتعاون مع القيادة الأخرى للاتحاد السوفيتي، إقليم القرم من جمهورية روسيا الاشتراكية السوفيتية إلى جمهورية أوكرانيا الاشتراكية السوفيتية.

## الدافع

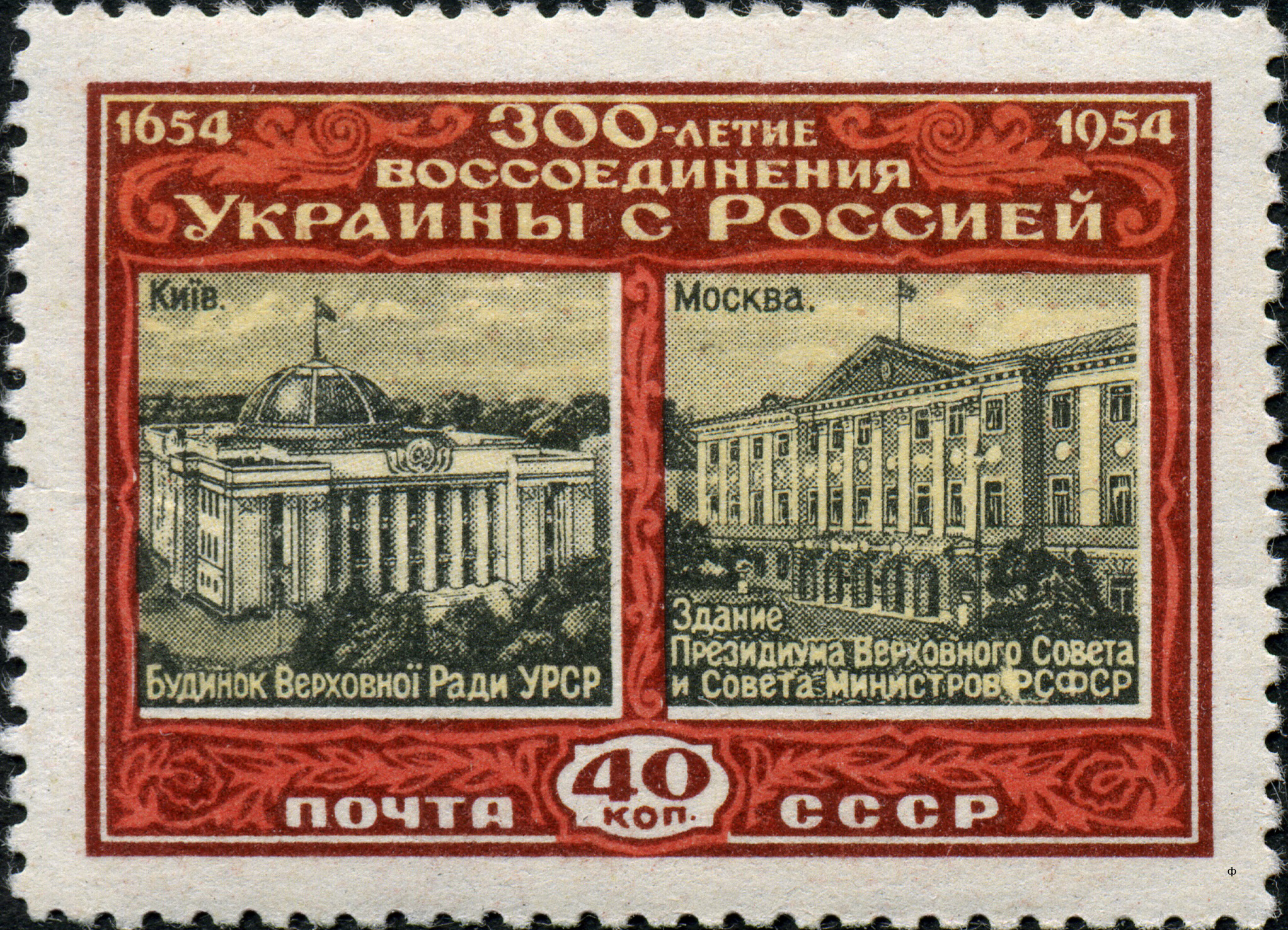
Stamp of USSR

وُصف نقل إقليم القرم إلى أوكرانيا بأنه «لفتة رمزية»، بمناسبة مرور 300 عام على معاهدة بيرياسلاف عام 1654. نُسب أيضًا إلى السكرتير الأول للحزب الشيوعي نيكيتا خروتشوف، على الرغم من أن الشخص الذي وقع الوثيقة كان الرئيس كليمنت فوروشيلوف، الرئيس الشرعي للاتحاد السوفيتي.
قالت نينا خروشيفا، عالمة في السياسة وحفيدة نيكيتا خروتشوف، السكرتير الأول للحزب الشيوعي آنذاك، عن دافع خروتشوف بأنه «كان رمزيًّا بعض الشيء، حاول بطريقة ما تعديل النظام المركزي و، لأكون صريحة، كان نيكيتا خروتشوف مولعًا بأوكرانيا، لذلك أعتقد أيضًا أنها كانت إلى حد ما لفتة شخصية تجاه جمهوريته المفضلة. كان روسيًّا من الناحية الاثنية، لكنه شعر حقًا بصلة قوية مع أوكرانيا». ادعى سيرغي خروتشوف، نجل خروتشوف، أن القرار كان بسبب بناء سد لتوليد الطاقة الكهرومائية على نهر دنيبر وما يترتب على ذلك من رغبة في أن تكون الإدارة كلها تحت كيان واحد. بكون سيفاستوبول في شبه جزيرة القرم موقعًا لأسطول البحر الأسود السوفيتي، وهو عنصر جوهري في السياسة الخارجية الروسية ومن ثم السوفيتية، فقد حققت عملية النقل الأثر المقصود المتمثل في ربط أوكرانيا بروسيا حتمًا، واستُخدم مُلصقٌ تحت عنوان «معًا إلى الأبد»، احتفالًا بإعلان الحدث عام 1954. كان من بين الأسباب الأخرى التي قُدمت، تكامل اقتصادات أوكرانيا وشبه جزيرة القرم وفكرة أن القرم كانت امتدادًا طبيعيًا لسهوب أوكرانيا. كانت هناك أيضًا رغبة في إعادة إسكان أجزاء من شبه جزيرة القرم بالشعوب السلافية بعد أن تعرضت شبه الجزيرة لعمليات ترحيل واسعة النطاق لتتار القرم إلى آسيا الوسطى في عام 1944.